# Fiołek stopowaty
Fiołek stopowaty (Viola pedata L.) – gatunek roślin z rodziny fiołkowatych (Violaceae). Występuje naturalnie w Kanadzie (w prowincji Ontario) oraz Stanach Zjednoczonych (w Alabamie, Arkansas, Connecticut, Delaware, Dystrykcie Kolumbii, Georgii, Illinois, Indianie, Iowa, Kansas, Karolinie Południowej, Karolinie Północnej, Kentucky, Luizjanie, Marylandzie, Massachusetts, Michigan, Minnesocie, Missisipi, Missouri, Nebrasce, New Hampshire, New Jersey, stanie Nowy Jork, Ohio, Oklahomie, Pensylwanii, Rhode Island, Tennessee, Teksasie, Wirginii, Wirginii Zachodniej i Wisconsin.

## Morfologia
PokrójBylina dorastająca do 5–30 cm wysokości, tworzy kłącza.
LiścieBlaszka liściowa jest pierzasto-klapowana, złożona z 3–9 klapek o owalnym, deltoidalnym lub lancetowatym kształcie. Mierzy 1–4 cm długości oraz 1–4 cm szerokości, jest całobrzega, ma nasadę od sercowatej do klinowej i tępy wierzchołek. Ogonek liściowy jest nagi i ma 2–12 cm długości. Przylistki są równowąsko lancetowate.
KwiatyPojedyncze, wyrastające z kątów pędów. Mają zielone działki kielicha o lancetowatym kształcie. Płatki są odwrotnie jajowate i mają barwę od jasnoniebieskofioletowej do ciemnopurpurowofioletowej (zwykle płatki są tego samego koloru, chociaż czasami dwa górne płatki są ciemniejsze od pozostałych), dolny płatek jest odwrotnie jajowaty, mierzy 12–24 mm długości, u nasady jest biały z drobnymi fioletowymi żyłkami, posiada obłą ostrogę o długości 2–3 mm. Pręciki są wyraźnie złocistożółte.
OwoceTorebki mierzące 6–10 mm długości, o elipsoidalnym kształcie.

## Biologia i ekologia
Rośnie na łąkach i skarpach. Występuje na wysokości do 2000 m n.p.m. Kwitnie od połowy do późnej wiosny, a w sprzyjających warunkach nawet do jesieni. W przeciwieństwie do innych fiołków jego kwiaty nie są klejstogamiczne. Nasiona mogą się rozsiewać do kilku centymetrów od rośliny macierzystej. Na ich powierzchni znajduje się słodki żel. Przyciąga on mrówki, które często przenoszą te nasiona do swoich gniazd (myrmekochoria).